# Fondation belge de la vocation
 (août 2023).
La Fondation belge de la vocation est une fondation visant à récompenser par des bourses, attribuées arbitrairement par des jurys anonymes, des jeunes Belges (entre 18 et 30 ans) ayant une supposée vocation et en ayant fait preuve par un début de réalisation, quel que soit le domaine d'activités choisies (artistiques, musicales, scientifiques, médicales, etc.). Cette fondation est parrainée par la reine Fabiola. En 2011, l'appellation change et devient la Fondation Vocatio, titre unique pour une association qui œuvre au-delà des frontières linguistiques.

## Historique
L'idée d'une fondation de la vocation est née dans les années 1960. Elle est due à la création en France d'une fondation de la vocation par Marcel Bleustein-Blanchet en 1960. Ce projet séduit le journaliste Roger Forthomme qui encourage un homme d'entreprise belge, Emile Bernheim, à créer une fondation uniquement belge qui serait l'équivalent de la fondation française. Ainsi le 23 novembre 1963, Emile Bernheim fonde l'ASBL Fondation belge de la vocation. En 2005, l'ASBL est déclarée d'utilité publique.

## Lauréats
- Lauréats 2004 : Alexandre Debrus